# Pokolgép
Pokolgép – węgierska grupa heavymetalowa, założona w 1982 roku. Wraz z zespołami takimi jak Moby Dick i Ossian jeden z pierwszych węgierskich zespołów heavymetalowych.

## Historia
Pod koniec lat 70. Gábor Kukovecz, Endre Paksi i Tibor Varga postanowili, że będą dla własnej przyjemności tworzyć muzykę. Postanowili, że nazwą swój zespół Pokolgép. Dosłownie pokolgép oznacza po węgiersku „piekielna maszyna”, ale jest to także idiom oznaczający bombę skonstruowaną w warunkach domowych. Kukovecz poprosił członka zespołu Prognózis, Istvána Vörösa, by ten nauczył go grać na gitarze. Vörös przystał na to, ale jednocześnie zasugerował Kukoveczowi, by nadał zespołowi mniej prowokacyjną nazwę – Kommandó. Członkowie zespołu stosowali ją przez kilka miesięcy, po czym wrócili do nazwy Pokolgép. Zespół tworzył w utrudnionych warunkach ze względu na brak pieniędzy i negatywne podejście władzy. Mimo to Pokolgép grał często nielegalne koncerty na obrzeżach Budapesztu, a po pewnym czasie stał się znany. W 1983 roku zespół zajął drugie miejsce w konkursie „Ki Mit Tud”, za co nagrali piosenkę „Kegyetlen asszony”, wydaną na płycie 7". Rok później zespół nagrał dla Magyar Rádió dwie piosenki („Cirkusz és rács”, "A bűn"). W 1985 roku zespół wydał własny singel, złożony z dwóch utworów: „A sátán” i „A maszk”. W tym samym roku Paksi opuścił zespół, ponieważ nie mógł porozumieć się z Kukoveczem w sprawie tego, kto powinien być liderem zespołu. Nowym basistą zespołu został György Pazdera. Kilka miesięcy później perkusista András Gyenizse wyemigrował do Stanów Zjednoczonych, więc Pazdera zaprosił do zespołu jego starego przyjaciela, László Tarczę.
W 1986 roku węgierski rząd wydał Hungarotonowi pozwolenie na wydanie pierwszego w historii węgierskiego albumu heavymetalowego. Był to Totális metal, nagrany przez zespół Pokolgép. W tym okresie niektóre zachodnie zespoły metalowe zaczęły docierać do krajów bloku wschodniego, głównie do Polski i na Węgry. Pokolgép stanowił na koncertach support przed takimi grupami, jak Metallica czy Motörhead, a także przed znanymi węgierskimi zespołami: Omegą, P. Mobil czy P. Box. W 1987 roku został wydany drugi album Pokolgép, Pokoli színjáték. W latach 1988–1989 zespół wziął udział w tourneé po Europie, obejmującym występy w RFN, Belgii i Holandii. W 1989 roku został wydany trzeci album, Éjszakai bevetés. Czwarty album grupy, Metál az ész, był nagrywany w złej atmosferze, przez co wokalista Kalapács i gitarzysta Nagyfi opuścili zespół. Piąty album, Koncertlemez, wydany tak jak poprzedni w 1990 roku, był albumem koncertowym, obejmującym koncert Pokolgép w Petőfi Csarnok w 1989 roku.
Po odejściu Kalapácsa i Nagyfiego zespół szybko znalazł ich zastępców. Wokalistą został Joe Rudán, wcześniej członek grupy trybutowej Led Zeppelin, Coda. Gitarzystą został Péter Kun, ale po pół roku odszedł do grupy Edda Művek. We wrześniu 1991 roku wydano kolejny album, Adj új erőt, przy czym wydawcą nie był już Hungaroton, a EMI-Quint. Po wydaniu albumu Vedd el, ami jár w 1992 roku zespół ograniczył działalność, po czym w 1994 roku rozpadł się.
W obliczu ponownego wzrostu popularności heavy metalu pod koniec lat 90. Pokolgép reaktywował się. Pierwszy występ reaktywowanej grupy miał miejsce 8 maja 1999 roku na festiwalu Metal Fesztivál, gdzie występowały również m.in. Ossian i Omen. W 2000 roku wydano pierwszą płytę po reaktywacji grupy – Csakazértis. Rok później został wydany ten sam album, ale po angielsku; zatytułowano go Ancient Fever. 8 marca 2002 roku wydano album Te sem vagy más, a w listopadzie tego samego roku ukazał się album kompilacyjny zespołu, zatytułowany Momentum. Album ten, zawierający nagrane ponownie ballady Pokolgép, został wydany z okazji dwudziestolecia zespołu. 15 listopada 2004 roku ukazał się kolejny album studyjny grupy, A túlélő. W 2006 roku z grupy odszedł perkusista Ede Szilágyi, a zastąpił go Csaba Czébely, który przyszedł z grupy Philadelphia. W tym samym roku ukazał się album akustyczny, Oblatio. Rok później wydano ostatni album studyjny grupy, Pokoli mesék. W 2010 roku z zespołu odszedł Joe Rudán, a zastąpił go Attila Tóth.

## Dyskografia
- Totális metál (1986)
- Pokoli színjáték (1987)
- Éjszakai bevetés (1989)
- Metál az ész (1990)
- Koncertlemez (1990, album koncertowy)
- Adj új erőt (1991)
- Vedd el ami jár (1992)
- Best of Régi Gép (1995, składanka)
- Utolsó merénylet (1995, album koncertowy)
- A gép (1996)
- Csakazértis (2000)
- Ancient Fever (2001, album anglojęzyczny)
- Live (2001, album koncertowy)
- Te sem vagy más (2002)
- Momentum (2002, składanka)
- A túlélő (2004)
- Oblatio (2006, album akustyczny)
- Pokoli mesék (2007)
- Metalbomb (2016)